# Pablo Monguió
Pablo Monguió Segura (Tarragona, 10 de julio de 1865 - Barcelona, 21 de enero de 1956) fue un arquitecto español, especialmente activo en las provincias de Tarragona y Teruel.

## Biografía

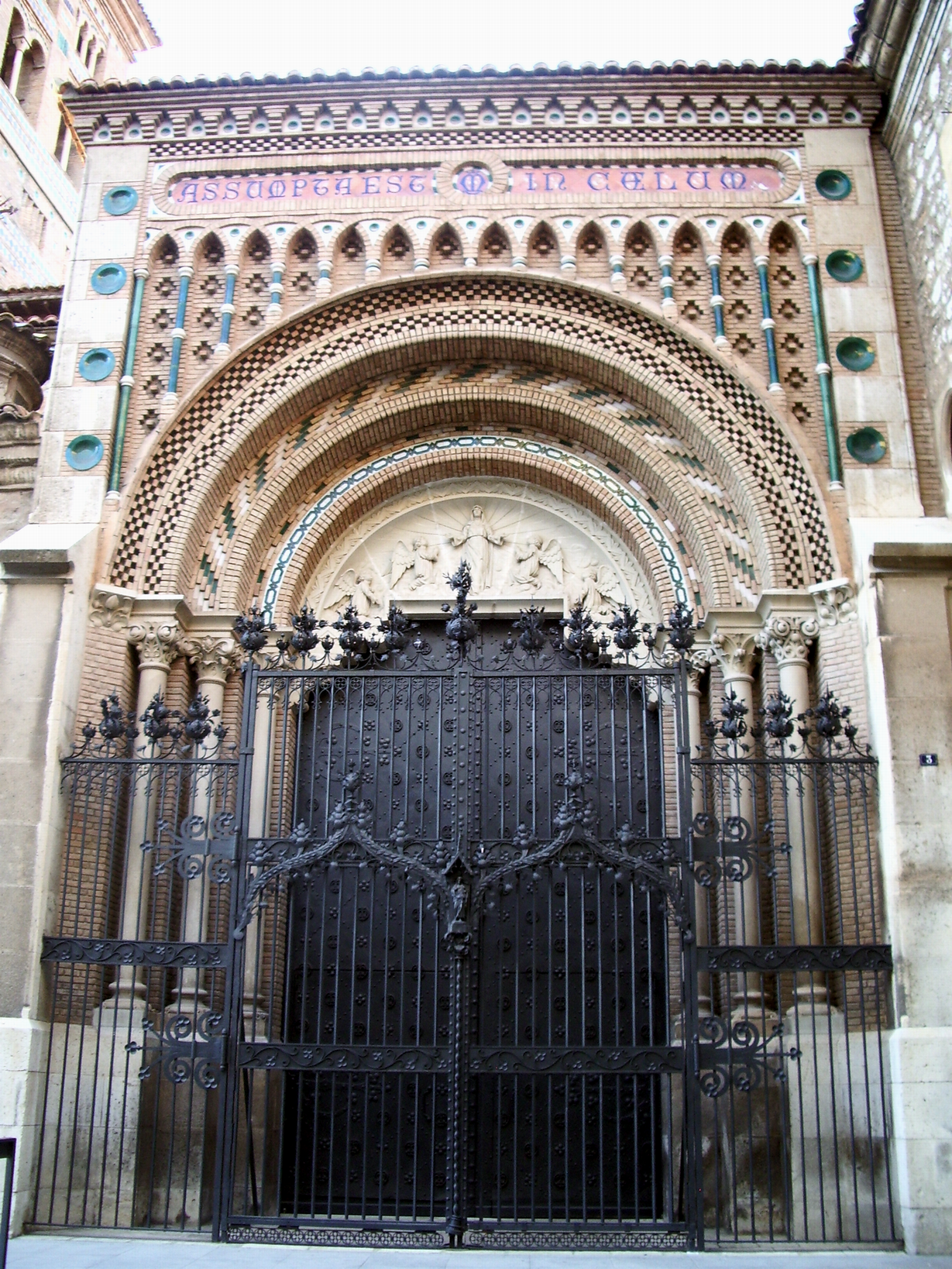
Portada de la Catedral de Teruel, obra de Pablo Monguió.

Nació el 10 de julio de 1865, en la ciudad española de Tarragona.
Formado en la Escuela de Arquitectura de Barcelona, fue primero arquitecto municipal de Tarragona para pasar en 1898 a ocupar la misma plaza en Teruel y Tortosa (1902) y de nuevo Teruel como arquitecto provincial (1908) y de 1911 a 1918 también arquitecto municipal de dicha ciudad en una segunda etapa.
Del conjunto de su trabajo, destaca en Cataluña la verja de la Catedral de Tarragona; el chalé Pallarés, el Matadero Público, la Casa Pilar Fontanet (Casa Grego) o la Casa Camós, entre otras, en Tortosa y el Gran Hotel de París en Reus. En Teruel, sobresalen la Portada de la Catedral (de estilo neomudéjar), el Teatro Marín, la restauración de la Iglesia de San Pedro y del Teatro Municipal y la iglesia parroquial de Villaspesa. En Teruel diseñó varias casas de viviendas de un elegante modernismo, como la Casa La Madrileña, la Casa Ferrán y la casa de «El Torico», declaradas bien de interés cultural en 2007. Fue miembro de la Real Sociedad Económica Turolense de Amigos del País, de cuya sección de Instrucción y Bellas Artes llegó a ser presidente.

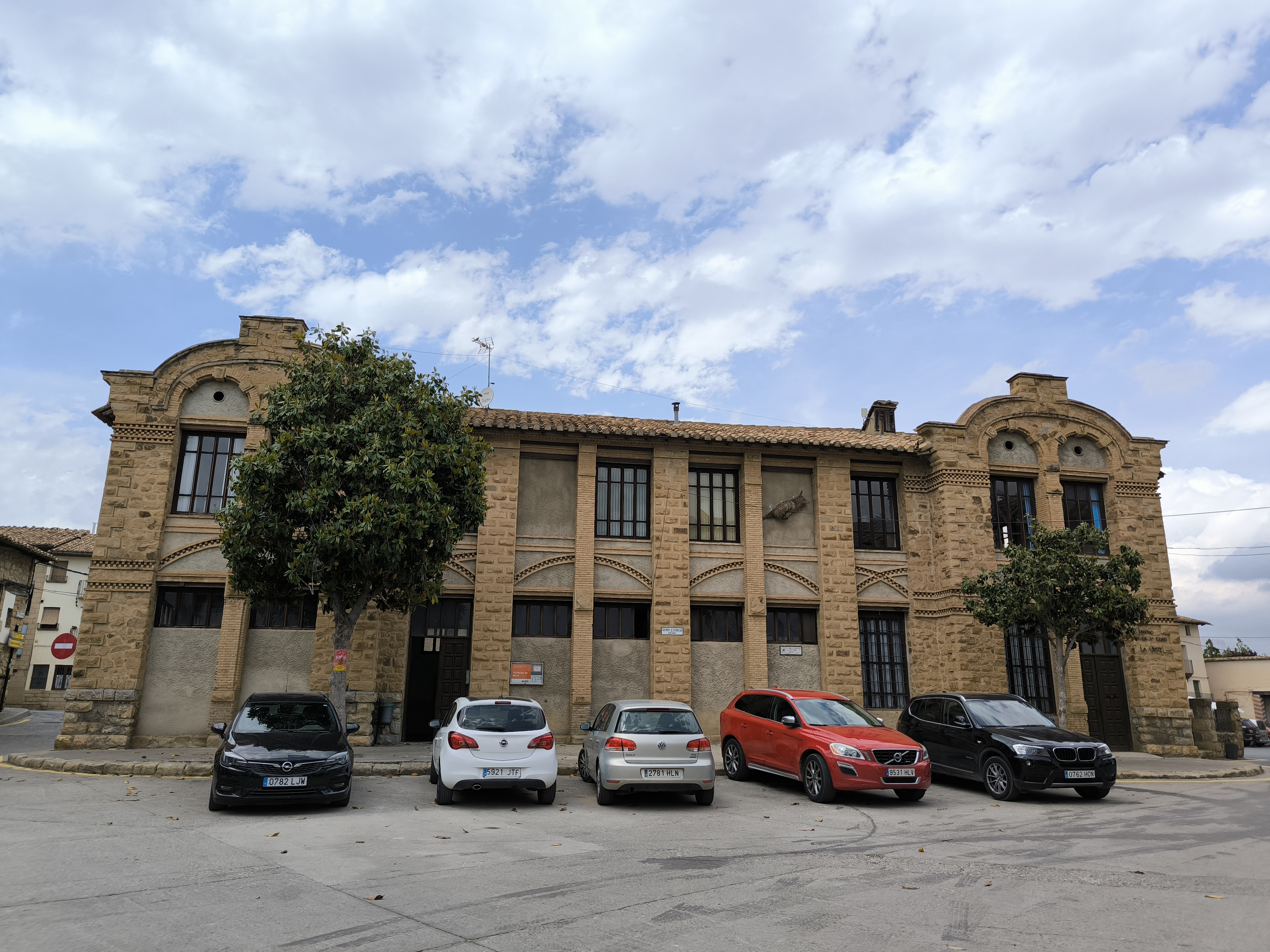
Escuela de Niños de Rubielos de Mora

Falleció el 21 de enero de 1956, en Barcelona.